# 山路弾正
山路 弾正（やまじ だんじょう）は、戦国時代の武将。伊勢国の国人・神戸氏の家臣。

## 生涯
神戸四百八十人衆の一人・山路正幽の子として誕生。伊勢河曲郡出身で父・正幽と共に神戸具盛に仕えて、高岡城に拠る。
永禄10年（1567年）、織田信長が滝川一益を先陣に北伊勢に侵攻した際、北伊勢の諸武将はほとんど降伏する中、弾正の拠る伊勢高岡城は頑強に抵抗した。弾正は籠城中、西美濃三人衆の安藤守就・稲葉良通・氏家直元ら三人に密使を送り、背後から信長軍を脅かすことで撤退させる事に成功した。
永禄11年（1568年）、織田信長が四万の軍で再び伊勢に侵攻した際、激しい防衛戦を繰り広げるも、不利な戦況下で、最終的に織田信孝を神戸具盛の女婿として迎えるという織田方からの和睦を受け入れる。しかし、神戸具盛は養子・信孝を冷遇した為、怒った織田信長は元亀2年（1571年）に、具盛を近江国・日野城に幽閉した。
元亀3年（1572年）に織田信孝が岐阜城において元服すると、信孝が神戸家の家督を継いだ。弾正はこれに激しく抗議したが、謀反の疑いをかけられ自害に追い込まれた。